# Coca (vaixell)

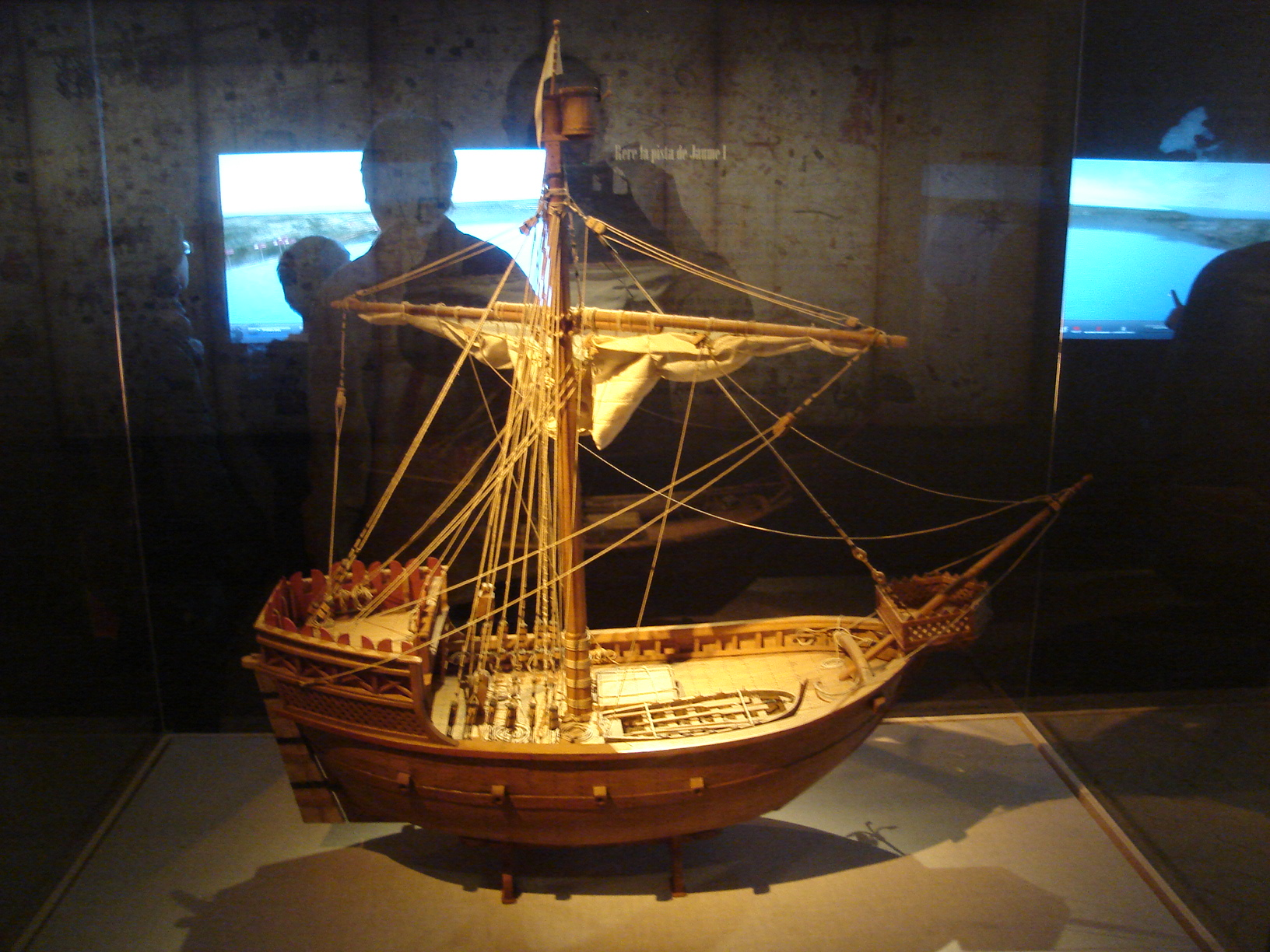
Maqueta d'una coca exposada a l'exposició Jaume I: geografia, fets i memòria

La coca (del flamenc kok, petxina) és un vaixell marítim d'aparell caire ( també anomenat aparell rodó) , desenvolupat al segle x i que es va usar àmpliament del segle xii al segle xiv. Tenien una capacitat d'unes seixanta tones.
La coca, d'influència atlàntica, es feia servir per al transport de mercaderies i tropes, principalment pels flamencs, anglesos i normands, i apareixen a la Mediterrània al segle xiii.
Aquesta embarcació incloïa una tripulació de cent a cent cinquanta mariners. L'aparell era rodó i solia tenir només un sol arbre. Podia tenir més d'una coberta i tenia castells a proa i a popa. Al cim de l'arbre hi havia la gàbia.
Aquest vaixell disposa de diverses innovacions en les tècniques de construcció naval respecte a dissenys anteriors deguts als canvis que es produeixen en la navegació, puix els vaixells no naveguen en paral·lel a la costa, sinó que comencen a endinsar-se en la mar, necessitant augmentar les seves dimensions per a encabir més càrrega i provisions, i alhora necessiten més propulsió i, per tant, augmenten el nombre de pals, i els bucs deixen de fer-se amb planxes de fusta sobreposades per fer-se llisos i oposar menys resistència a l'aigua, i es varia la posició i la forma del timó.
L'anomenada coca baionesa així com la coca catalana, tenien el timó de codast.
Es conserva una coca original que es va descobrir enfonsada a Bremen, al Museu Marítim alemany, i un exvot català del segle xv, la coca de Mataró es conserva al Maritime Museum de Rotterdam.

## Una coca de dos pals
El document més antic que esmenta una coca de dos arbres a la Mediterrània és un contracte de construcció català de l'any 1353.
Pel que fa a les naus, el document més antic que en mostra una de tres pals és un dibuix de 1409 en el “Libre d'Ordinacions de l'administrador de les places” de Barcelona.

## Documents
- 1190: Coca de Kolding.[10][11][12]

- 1304: Coques baioneses citades per Giovanni Villani.[13][14]

- 1315: Primer esment d'una “coccha” en documents venecians.[15]

- 1331: Coca Sant Climent.[16]

- 1334: Dues coques catalanes pirates (o corsàries) contra una coca mercant de Narbona.[17]

- 1335: Coca baionesa amonestada per a no portar esclaus musulmans.[18]

- 1339: Coca de dues cobertes Sant Àngel.[19]

- 1341: Cèdula de Pere el Cerimoniós detallant les taxes sobre mercaderies venudes i comprades a Barcelona. El document fa distinció entre nau i coca.[20]

- 1353: Una coca descarrega a Pisa figues, lingots de plom i pells de vaca i moltó.[21]

- 1361: Coca baionesa de Mallorca, d'una coberta.[22]

- 1380: Coca genovesa capturada per venecians en un viatge de tornada des de Síria. D'un valor estimat en quinze mil ducats.[23]

- 1410: La data indicada correspon, aproximadament, al manuscrit de Michele de Rodes. Obra titulada “Fabrica de galere”. L'autor parla de “nave quadra” o “coccha” i en descriu la construcció i l'aparell (detalls no consultables en línia).[24] Contràriament si que es poden consultar les particularitats de la “nave latina”.
  - La coca o nau quadra aparellava un arbre mestre amb una vela quadra i un arbre de mitjana amb vela llatina. El timó era de roda, disposat verticalment al codast.[25]
  - La construcció d'una nau llatina (de dos arbres), les dimensions i altres detalls poden consultar-se en castellà a la referència adjunta.[26]

- 1418 Nou coques venecianes (anomenades individualment “nave de Soria”) importadores de 5.400 sacs de cotó.[27]